# インターネットの殿堂

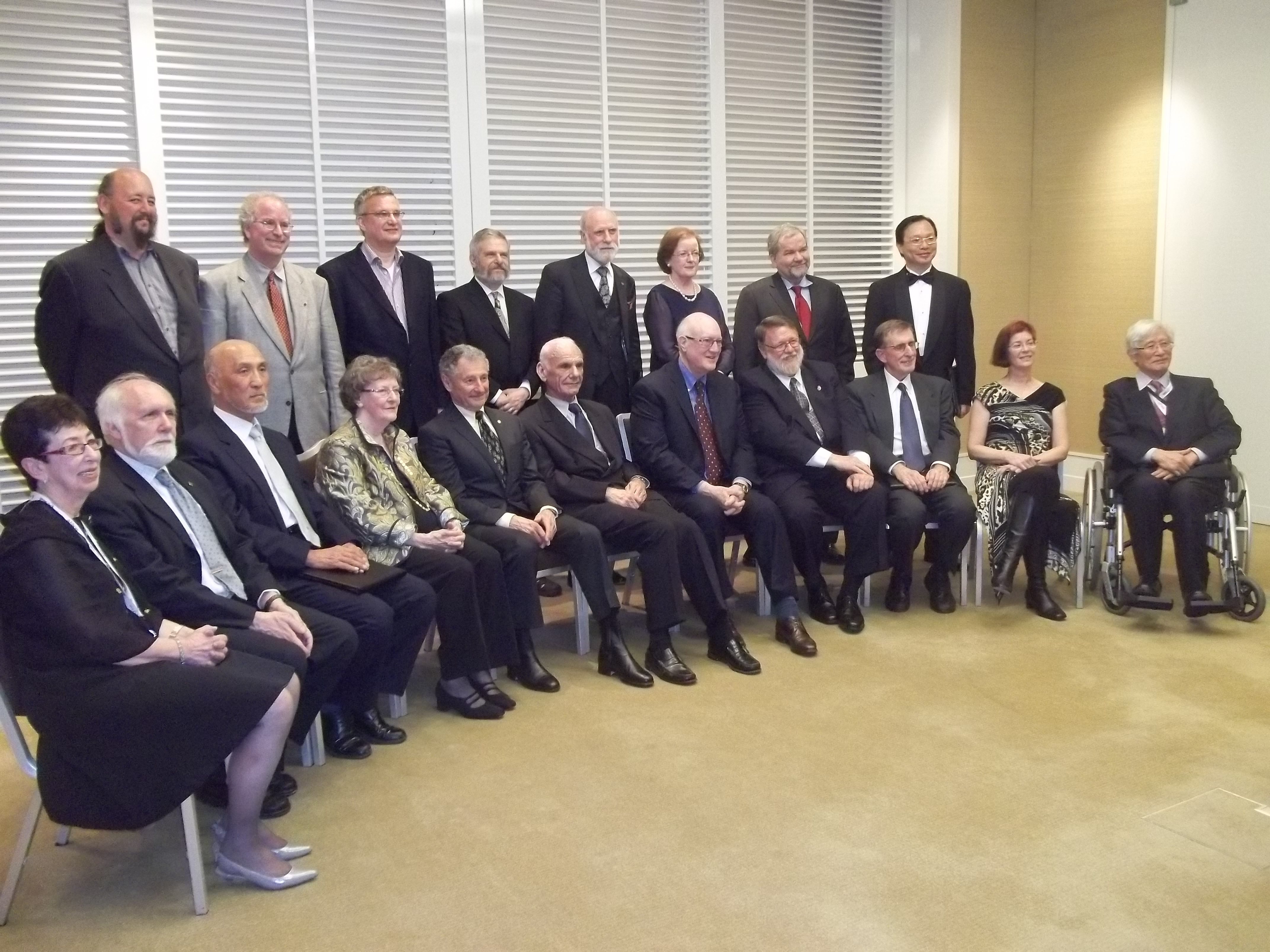
Inaugural inductees, 2012

インターネットの殿堂（インターネットのでんどう、Internet Hall of Fame）は、インターネットの発展と進歩に多大な貢献をした個人を表彰するためにインターネットソサエティ(ISOC)が授与する生涯業績賞である 。

## 概要
インターネットの殿堂は、ISOCの設立20周年にあたる2012年に創設された。その目的は、「世界的なインターネットの発展と進歩に大きく貢献してきた先見の明のある人、リーダー、指導者を公に認識すること」であると述べられた。
推薦は、申請プロセスを通じて誰でも行うことができる。インターネット殿堂入り諮問委員会は、最終候補者の選定を担当する。諮問委員会はインターネット業界の専門家で構成されている。

## 歴史
2012年4月23日にスイス・ジュネーヴで開催されたインターネットソサエティのグローバルINETカンファレンスで、第1回の殿堂入りをした33人が発表された。
2013年の殿堂入りは32人だった。2013年6月26日に発表され、2013年8月3日にドイツ・ベルリンで受賞式典が開催された。式典は元々イスタンブールで開催される予定だったが、トルコで進行中の反政府運動のために変更された。
2014年の殿堂入りは24人だった。発表は香港でのイベントで発表された。
2015年と2016年の殿堂入りはなかった。ISOCは、プログラムの方向性について指導力を発揮するための諮問委員会を設置するように働きかけた。この諮問委員会は、今後の受任者の選定に責任を負う。
2017年9月18日、インターネットソサエティは、カリフォルニア大学ロサンゼルス校(UCLA)で第4回の殿堂入りを発表した。そこは、その約50年前にインターネットの前身であるARPANETを通じて最初のメッセージが送信された場所だった。
2019年9月27日、コスタリカのサンホセで第5回の殿堂入りが発表され、11人が新たに殿堂入りした。ラリー・アーヴィングがアフリカ系アメリカ人として初めて殿堂入りした。
2021年2月、2021年の殿堂入りのための推薦を同年4月23日まで受け付けると発表し、その後5月7日まで延長された。同年12月14日にオンラインで殿堂入りの発表と授賞式が行われた。

## 受賞者
受賞者は当初、以下の3つのカテゴリーに分けられていた。
- パイオニア(Pioneers) ：初期インターネットの設計と開発に重要な役割を果たした個人
- グローバル・コネクター(Global Connectors) ：インターネットの世界的な成長と利用に多大な貢献をしてきた個人
- イノベーター(Innovators) ：優れた技術的、商業的、政策的進歩を遂げ、インターネットの普及を促進した個人

2017年にパイオニア部門の発表がなくなり、2019年の殿堂入り発表時からは、すべての受賞者が部門によらないインダクティ（Inductees、新入会員、殿堂入り者）として発表されるようになった。
以下の一覧において、アスタリスク（*）は没後に殿堂入りした人を示す。

### パイオニア
| 2012年 - ポール・バラン* - ヴィントン・サーフ - ダニー・コーエン - スティーブ・クロッカー - ドナルド・ワッツ・デービス* - エリザベス・J・フェインラー - チャールズ・M・ヘルツフェルド - ロバート・カーン - ピーター・T・キルシュタイン - レナード・クラインロック - ジョン・クレンシン - ジョン・ポステル* - ルイ・プザン - ローレンス・ロバーツ | 2013年 - デービッド・ダナ・クラーク - デービッド・J・ファーバー - ハワード・フランク - カンチャナ・カンチャナスット - J・C・R・リックライダー* - ロバート・メトカーフ - 村井純 - キース・ネガーズ - ニー・クエイノア - グレン・リカート - ロバート・テイラー - スティーヴン・ウォルフ - ヴェルナー・ゾルン | 2014年 - ダグラス・エンゲルバート* - スーザン・エストラーダ - フランク・ハート - デニス・ジェニングス - ロルフ・ノルドハーゲン* - ラディア・パールマン |

### グローバル・コネクター
| 2012年 - ランディ・ブッシュ - チョン・キルナム - アル・ゴア - ナンシー・ハフキン - ジェフ・ヒューストン - ブリュースター・ケール - ダニエル・カレンベルク - 高橋徹 - 陳定煒 | 2013年 - カレン・バンクス - ギハン・ディアス - アンリエット・エスターフイセン - スティーブ・ゴールドスタイン - テウス・ハーゲン - アイダ・ホルツ - 胡啓恒 - 石田晴久* - バリー・レイナー* - ジョージ・サドウスキー | 2014年 - Dai Davies - デミ・ゲチェコ - 平原正樹* - Erik Huizer - Steve Huter - Abhaya Induruwa - Dorcas Muthoni - Mahabir Pun - Srinivasan Ramani - Michael Roberts - Ben Segal - ダグラス・ファン・ハウウェリング | 2017年 - Nabil Bukhalid - アイラ・フックス - 後藤滋樹 - Mike Jensen - Ermanno Pietrosemoli - タダオ・タカハシ - Florencio Utreras - 呉建平 |

### イノベーター
| 2012年 - ミッチェル・ベイカー - ティム・バーナーズ＝リー - ロバート・カイリュー - バン・ジェイコブソン - ローレンス・ランドウェバー - ポール・モカペトリス - クレイグ・ニューマーク - レイ・トムリンソン - リーナス・トーバルズ - フィル・ジマーマン | 2013年 - マーク・アンドリーセン - ジョン・ペリー・バーロウ - フランソワ・フリュッキガー - スティーブン・ケント - アンマリー・エクルンド・ロビンダー - ヘニング・シュルツリン - リチャード・ストールマン - アーロン・スワーツ* - ジミー・ウェールズ | 2014年 - エリック・オールマン - エリック・ビーナ - カールハインツ・ブランデンブルク - ジョン・シオフィ - 銭華林 - ポール・ヴィクシー | 2017年 - Jaap Akkerhuis - イボンヌ・アンドレス - アラン・エムテージ - エド・クロール - トレーシー・ラケイ・パーカー - クレイグ・パートリッジ |

### 2019年以降の受賞者
| 2019年 - アディエル・アクプロガン - キンバリー・クラフィー - ダグラス・カマー - エリーズ・ゲーリック - ラリー・アーヴィング - ダン・リンチ - ジーン・アーマー・ポリー - ホセ・ソリアーノ - マイケル・スタントン - クラース・ヴィーリンガ - 山口英* | 2021年 - Carlos Afonso - ローベルト・ブロクザイル* - Hans-Werner Braun - Frode Greisen - Jan Gruntorad - Saul Hahn - Kim Hubbard - Rafael (Lito) Ibarra - Xing Li - Yngvar G. Lundh* - ダン・カミンスキー* - DaeYoung Kim - Kenneth J. Klingenstein - Alejandro Pisanty - ヤコブ・レクター - Philip Smith - Pål Spilling* - Liane Tarouco - Virginia Travers - ジョージ・バーギーズ - 張麗霞 | 2023年 - アバイ・ブーシャン - Laura Breeden - Ivan Moura Campos - Steve Cisler - ピーター・エッカースリー* - Hartmut Richard Glaser - サイモン・S・ラム - William L. Schrader - ギィ・ド・テラモン・ペラルタ |